# Чемернарське (заповідне урочище)
Чемерна́рське — заповідне урочище в Україні. Розташоване в межах Вижницького району Чернівецької області, на південний схід від села Долішній Шепіт. 
Площа 8,7 га. Статус присвоєно згідно з рішенням облвиконкому від 30.05.1979 року № 198. Перебуває у віданні ДП «Берегометське лісомисливське господарство» (Чемернарське л-во, кв. 49, вид. 15). 
Статус присвоєно для збереження частини лісового масиву з високопродуктивними буково-смереково-ялицевими насадженнями віком 170 років.